# Gazebo Penguins
I Gazebo Penguins sono un gruppo musicale post-hardcore/emo-core italiano formatosi a Correggio nel 2004.

## Storia del gruppo
I Gazebo Penguins si sono formati a Correggio nel 2004.
Il loro primo lavoro è l'EP Penguinvasion, autoprodotto e registrato presso il Bunker Studio di Rubiera assieme a Carlo Pinna, e fatto uscire nel 2007 in 300 copie CD-R e free download.
Nel 2009 approdano presso l'etichetta Suiteside Records e pubblicano il primo disco -anche in free download-, cantato in inglese, dal titolo The name is not the named, una citazione da Alfred Korzybski e il suo lavoro di filosofia semantica secondo cui gli esseri umani non possono sperimentare il mondo direttamente, ma solo attraverso le loro astrazioni (impressioni non verbali, che derivano dal sistema nervoso, e indicatori verbali derivati ed espressi dalla lingua).
Dopo l'uscita del disco la band riesce a fare una quarantina di date nei due anni successivi, finché non si chiude di nuovo in studio per registrare il nuovo disco.
È infatti l'inverno del 2011 quando i Gazebo Penguins scelgono l'Igloo Audio Factory a Correggio (lo studio di registrazione da poco aperto dal loro bassista Andrea Sologni) per registrare assieme a Francesco Donadello (già tecnico di Giardini di Mirò, Massimo Volume, Offlaga Disco Pax) il nuovo lavoro.
Nasce così Legna, il secondo full-length della band, cantato in italiano e messo in free download l'11 maggio 2011 sul loro sito. Il disco verrà poi pubblicato dall'etichetta To Lose La Track in 500 copie serigrafate e numerate a mano, quindi in vinile, e ristampato poi in CD sempre da TLLT nel dicembre del 2011 dopo l'esaurimento delle precedenti copie.
Il singolo Senza di te, in cui canta e partecipa alla stesura del testo Jacopo Lietti dei Fine Before You Came, viene inserita nel dicembre 2011 nella classifica delle migliori canzoni italiane dell'anno secondo Rockit. Legna finisce in numerose classifiche di fine 2011 di riviste e webzine , riceve circa 60 recensioni tra webzine e riviste cartacee, e i Gazebo Penguins nei 15 mesi successivi all'uscita del disco fanno 70 concerti in tutta Italia.
Nell'aprile 2012, in occasione del Record Store Day, fanno uscire I Cani non sono i Pinguini non sono I Cani, uno split in vinile assieme alla band romana I Cani, pubblicato da To Lose La Track e 42 Records, messo a disposizione anche questo gratuitamente in rete, che li porta a dividere il palco con I Cani al Piper Club a Roma e all'Estragon Club a Bologna.
Nel giugno 2012 esce per un collettivo di etichette (tra cui sempre To Lose La Track) uno split in vinile rosa fluo (lo Splittone paura) assieme alle band Verme e Do Nascimiento. Anche questo in free download.
I Gazebo Penguins concludono il tour di Legna il 20 ottobre 2012 al TPO di Bologna.
Nel novembre 2012 Capra, il chitarrista della band, è ospite della trasmissione Late Night With The Pills su Deejay TV.
La canzone Renato A. T., contenuta in Splittone Paura, viene inserita nel dicembre 2012 tra le migliori 100 canzoni dell'anno secondo Rockit.
Nella prima metà del 2013 viene pubblicato in free download e in cd e vinile da To Lose La Track il terzo album studio della band emiliana, Raudo. Il relativo tour li vedrà solcare i palchi dei club di gran parte d'Italia nei quali riscuoteranno spesso un ottimo successo, assumendo sempre maggior popolarità nell'ambiente alternative, tanto da essere premiati al MEI 2013 come miglior gruppo live.
Sempre nel 2013 partecipano al brano Corso Trieste, incluso nell'album Glamour de I Cani.
A marzo 2017 viene pubblicato il quarto album della band, Nebbia, per l'etichetta To Lose La Track, preceduto nel mese di gennaio dal singolo "Febbre".
Il 20 ottobre 2022 esce il singolo Nubifragio, che anticipa l'album Quanto in uscita il 16 dicembre per Garrincha Dischi e To Lose La Track. Il 25 novembre 2022 esce il singolo Cpr14.

## Formazione
- Pietro Cottafavi alias Piter – batteria (2004-presente)
- Gabriele Malavasi alias Capra – chitarra elettrica, voce (2004-presente)
- Andrea Sologni alias Sollo – basso elettrico, voce e sintetizzatore (2004-presente)

Collaboratori dal vivo
- Andrea Suriani alias Suri – suoni e sintetizzatore (2011-20??)
- Daniele Rossi – chitarra elettrica, voce e sintetizzatore (2016-2021)
- Riccardo Rossi alias Rici – chitarra elettrica (2022-presente)

## Discografia

### Album in studio
- 2008 – The Name Is Not the Named
- 2011 – Legna
- 2013 – Raudo
- 2017 – Nebbia
- 2022 – Quanto
- 2025 – Temporale

### EP
- 2007 – Penguinvasion!

### Split
- 2012 – I cani non sono i pinguini non sono i cani (con I Cani)
- 2012 – Splittone Paura (con i Verme e i Do Nascimiento)
- 2014 – Santa Massenza (con Johnny Mox)

### Partecipazioni a compilation
- 2010 – Altri giardini, con Dividing Opinions
- 2012 – Rockit Compilation Vol.35, con Senza di te

## Videoclip
| Titolo                          | Anno | Regista                         |
| ------------------------------- | ---- | ------------------------------- |
| Troppo facile                   | 2011 | Davide Labanti                  |
| Senza di te feat. Jacopo Lietti | 2011 | Roberto "Vinx" Vincitore        |
| Nevica                          | 2012 | e Giacomo Bolzani               |
| Finito il caffè                 | 2013 | Il Polimorfo                    |
| Trasloco                        | 2013 | Mirco Marmiroli                 |
| Febbre                          | 2017 | Mirco Marmiroli, Fabrizio Romeo |
| Soffrire non è utile            | 2017 | Claudio Stanghellini            |